# Elbert County (Georgia)
Das Elbert County ist ein County im Bundesstaat Georgia der Vereinigten Staaten. Der Verwaltungssitz (County Seat) ist Elberton.

## Geographie
Das County liegt im Nordosten von Georgia, grenzt im Osten an South Carolina und ist im Norden etwa 100 km von Tennessee entfernt. Es hat eine Fläche von 970 Quadratkilometern, wovon 15 Quadratkilometer Wasserfläche sind und grenzt im Uhrzeigersinn an folgende Countys: Lincoln County, Wilkes County, Oglethorpe County, Madison County und Hart County.

## Geschichte
Elbert County wurde am 10. Dezember 1790 als 13. County in Georgia aus Teilen des Wilkes County gebildet. Benannt wurde es nach Samuel Elbert, einem Helden des Revolutionskrieges und frühen Gouverneur von Georgia.

## Demografische Daten
Laut der Volkszählung von 2010 verteilten sich die damaligen 20.166 Einwohner auf 8.063 bewohnte Haushalte, was einen Schnitt von 2,47 Personen pro Haushalt ergibt. Insgesamt bestehen 9.583 Haushalte.
69,5 % der Haushalte waren Familienhaushalte (bestehend aus verheirateten Paaren mit oder ohne Nachkommen bzw. einem Elternteil mit Nachkomme) mit einer durchschnittlichen Größe von 2,98 Personen. In 31,9 % aller Haushalte lebten Kinder unter 18 Jahren sowie in 30,3 % aller Haushalte Personen mit mindestens 65 Jahren.
26,2 % der Bevölkerung waren jünger als 20 Jahre, 22,5 % waren 20 bis 39 Jahre alt, 28,0 % waren 40 bis 59 Jahre alt und 23,3 % waren mindestens 60 Jahre alt. Das mittlere Alter betrug 41 Jahre. 47,9 % der Bevölkerung waren männlich und 52,1 % weiblich.
65,9 % der Bevölkerung bezeichneten sich als Weiße, 29,5 % als Afroamerikaner, 0,2 % als Indianer und 0,6 % als Asian Americans. 2,7 % gaben die Angehörigkeit zu einer anderen Ethnie und 1,0 % zu mehreren Ethnien an. 4,8 % der Bevölkerung bestand aus Hispanics oder Latinos.
Das durchschnittliche Jahreseinkommen pro Haushalt lag bei 35.170 USD, dabei lebten 20,5 % der Bevölkerung unter der Armutsgrenze.

## Kultur und Sehenswürdigkeiten

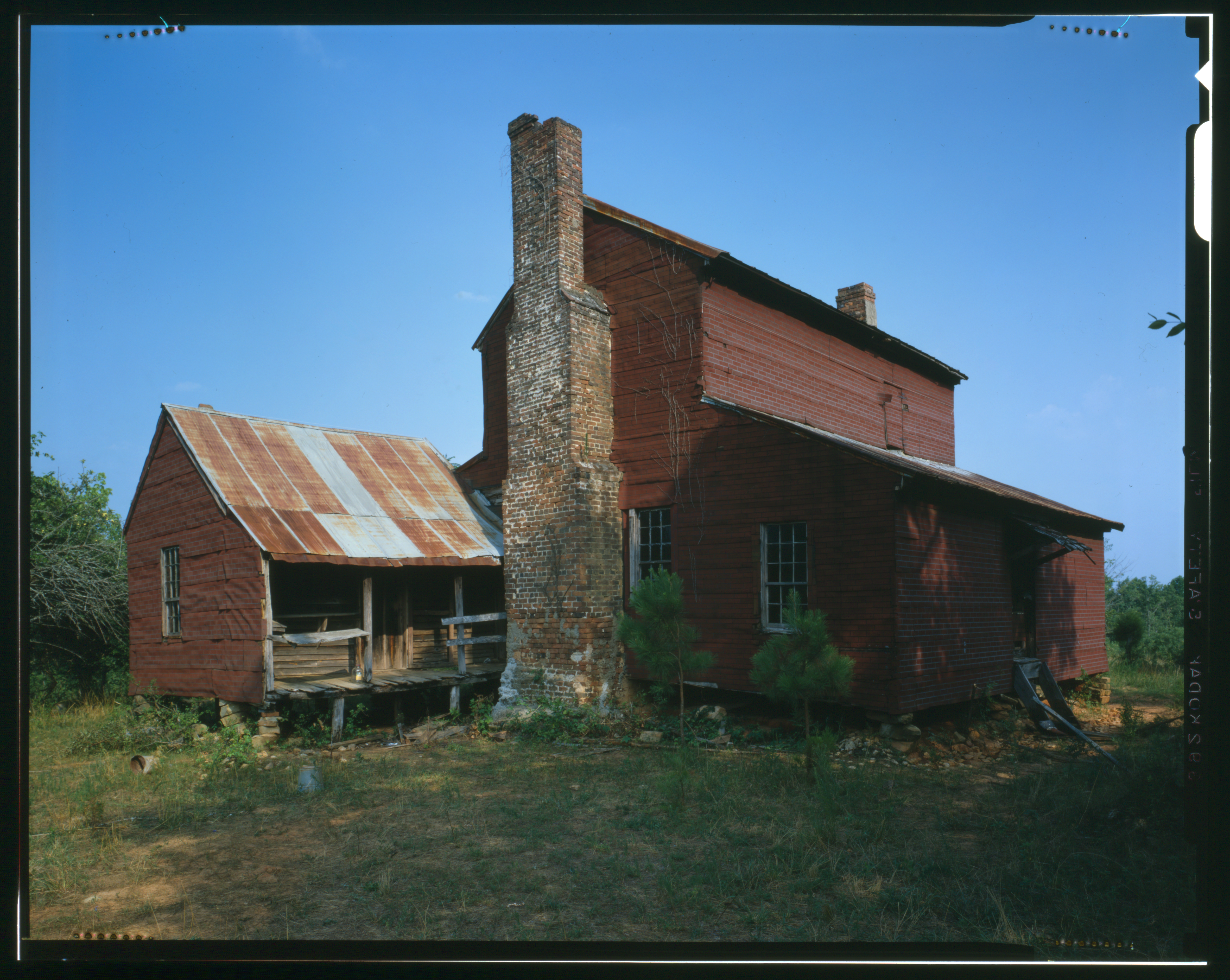
Alexander-Cleveland House in Ruckersville. Dieses Haus entstand wahrscheinlich 1791 im Plantation Plain style (einfacher Plantagenhaus-Stil). Die Residenz war für 132 Jahre im Besitz der Familie Cleveland, während der Erbauer William Alexander war. Im September 1977 wurde das Bauwerk als erstes Objekt im Elberton County in das NRHP aufgenommen.

14 Bauwerke, Stätten und „historische Bezirke“ (Historic Districts) im Elbert County sind im National Register of Historic Places („Nationales Verzeichnis historischer Orte“; NRHP) eingetragen (Stand 6. Oktober 2023), neben dem Gerichts- und Verwaltungsgebäude des County sind dies unter anderem eine Kirche und das historische Geschäftsviertel von Elberton. Die Georgia Guidestones standen von 1980 bis zu ihrer Zerstörung im Jahr 2022 in Elbert County.

## Orte im Elbert  County
Orte im Elbert County mit Einwohnerzahlen der Volkszählung von 2010:
Cities:
- Bowman – 862 Einwohner
- Elberton (County Seat) – 4653 Einwohner

Census-designated place:
- Dewy Rose – 154 Einwohner